# Haut conseil du numérique (Mauritanie)
Le Haut conseil du numérique (HCN) de la Mauritanie est un organe consultatif créé en 2020 par le gouvernement mauritanien pour accompagner la mise en œuvre de la stratégie numérique national. Instauré par un décret le 26 mars 2020, le Haut conseil du numérique a pour mission de fournir des suggestions au gouvernement et d'administrer des projets visant à promouvoir la transformation numérique du pays, entre autres l'information de l'administration publique et le renforcement de la cybersécurité.

## Historique
Le Haut conseil du numérique est créé par un décret adopté lors du conseil des ministres du 6 février 2020, sous l'impulsion du président Mohamed Ould Cheikh El Ghazouani. Cette action s'inscrit dans le cadre des initiatives de la Mauritanie pour accélérer sa transformation numérique et relever les défis de la modernisation de l'administration et de l'économie. Le Haut conseil du numérique agit en temps qu'organe consultatif. En mai 2022, sous la présidence du premier ministre mohamed bilal messaoud, il tient une réunion pour examiner le programme de la transformation numérique 2022 - 2025 et la stratégie nationale de sécurité numérique en mettant l'accent sur la cybersécurité, le partage des infrastructures numériques et le développement de la formation en ce domaine.

## Missions
Le Haut conseil du numérique a pour mission  de conseiller le gouvernement sur toutes les questions relatives aux technologies numériques, à leur utilisation, à leur développement et pour les risques et menace au quel ils vont faire face.
Il est chargé d'élaborer des stratégies numériques pour le gouvernement mauritanien afin de maximiser les bénéfices technologiques, de promouvoir un développement inclusif et de renforcer la confiance dans le domaine numérique. il a également pour mission d'encourager les partenariats public privé pour le développement des services numériques et de contribuer à placer la Mauritanie au sein des instances internationales du domaine du numérique. par ailleurs, il identifie les obstacles, risques et menaces susceptibles de compromettre l'avancement et la sécurité du secteur numérique, tout en proposant des mesures adaptées pour y remédier. Enfin, il assure l'exécution de toute mission relative au numérique confié par le gouvernement. 

## Fonctionnement
Le Haut Conseil du Numérique se réunit au moins deux fois par an et autant de fois que possible si besoin sur décision de son Président. Il peut également se réunir à la demande du tiers de ses membres. Une réunion par an au moins traite des deux volets de la sécurité numérique, la cyber sécurité et la lutte contre la cybercriminalité. Le Secrétaire Permanent propose au Président, les dates et les ordres du jour des réunions, après consultation des membres du HCN. Les convocations sont envoyer par le Secrétaire Permanent au moins cinq (5) jours ouvrables avant la date fixée pour chaque réunion, accompagnées d'un dossier comprenant au minimum l'ordre du jour et les documents qui sont soumis à l'avis du Haut conseil du numérique.
Le conseil ne peut délibérer efficacement qu'avec la présence majoritaire de ses membres. Si ce quota n'est pas atteint, une nouvelle réunion est convoquée dans les 15 jours a venir et le conseil peut alors délibérer quel que soit le nombre de membres du Haut conseil du numérique présents.

## Ressources financières
Les frais de fonctionnement du Haut conseil de numérique sont imputés sur le budget de l'État alloué au secteur du numérique.